# Саймон, Уильям Эдвард
Уильям Эдвард Саймон (англ. William Edward Simon; 27 ноября 1927 — 3 июня 2000) — американский политик, 63-й министр финансов США, предприниматель, филантроп.

## Биография
Родился в Патерсоне, Нью-Джерси. После прохождения службы в армии Саймон поступает в колледж Лафайет, который заканчивает в 1952 году со степенью бакалавра искусств. Устраивается на работу в инвестиционный банк «Salomon Brothers», где позже получает должность члена Исполнительного комитета маркетмейкеров.
22 января 1973 года был назначен заместителем министра финансов при администрации Ричарда Никсона. В разгар глобального нефтяного кризиса Уильям Саймон стал основателем Федерального управления по энергетике.
8 мая 1974 года президент Никсон утвердил Уильяма Саймона преемником Джорджа Шульца на посту министра финансов США. На этой должности Саймон оставался также весь президентский срок Джеральда Форда. После ухода из политики в 1980 году Саймон основал несколько банков и стал заниматься инвестированием. Он состоял в составе исполнительных и наблюдательных советов более 30 компаний, включая «Xerox», «Citibank», «Halliburton» и «United Technologies». Уильям Саймон более 30 лет являлся членом Олимпийского комитета США, а в 1981–1985 был его президентом.
Как филантроп, Саймон учредил сотни стипендий для малообеспеченных учащихся школ и студентов колледжей, оказывал материальную помощь многочисленным учебным заведениям.